# Daniel Voysin de La Noiraye
Daniel François Voysin de La Noiraye (né en 1654, décédé le 2 février 1717), seigneur de Mesnil-Voysin, de Bouray, du Plessis, de La Noiraye, de Janville et de Lardy, est greffier de l'ordre du Saint-Esprit, chancelier de France du 2 juillet 1714 au 2 février 1717 et secrétaire d'État de la Guerre du 9 juin 1709 au 14 septembre 1715 dans le gouvernement royal.

## Biographie
Il était le fils de Jean-Baptiste Voysin, seigneur de la Noiraye (1620-1671), intendant à Amiens, à Rouen et intendant à Tours, où il meurt 21 septembre 1671, et de Madeleine Guillard (vers 1629-1700). Son oncle Daniel Voysin de La Noiraye (homonymie trompeuse) est prévôt des marchands de Paris entre 1662 et 1668.
En 1676, il achète le château du Mesnil, à Bouray sur Juine, construit une quarantaine d'années auparavant, auquel il donne son nom, pour le faire appeler Mesnil-Voysin.
Daniel François Voysin de La Noiraie fut conseiller au parlement de Paris à 19 ans, maître des requêtes le 3 août 1683 et fut nommé intendant du Hainaut le 5 mars 1688 (comté cédé à la France par le traité des Pyrénées et qui deviendra, plus tard, le département du Nord).
Dès 1694, il fut nommé conseiller d'État de semestre et revint de l'intendance de Hainaut à Maubeuge le 18 octobre 1698. On lui confia l'intendance de la maison d'éducation pour jeunes filles de Saint-Cyr que Madame de Maintenon avait fondée. Il en devint le directeur en 1701. Il brigua sans succès la première présidence en 1701 et le poste de contrôleur général des finances en 1708. Il est nommé cette année-là conseiller d'État ordinaire.
En 1709, grâce à la protection de Madame de Maintenon, il succéda à Michel Chamillart, tombé en disgrâce, comme secrétaire d'État de la Guerre et ministre. Il conserva ce poste jusqu'à la mort de Louis XIV.
En 1714, il fut nommé chancelier de France, remplaçant Louis Phélypeaux de Pontchartrain, qui avait donné sa démission.
Il conserva cette charge après la mort du roi et siégea au Conseil de régence. Il perdit son poste de secrétaire d'État en septembre 1715.

### Distinction
- Commandeur de l'ordre du Saint-Esprit

### Portraits
Son portrait fut peint par Philippe de Champaigne et gravé par Nicolas Regnesson.
Un autre portrait de lui fut peint par Hyacinthe Rigaud en 1714-1715. Cette œuvre de grande taille (2,13 m x 1,52m) le représente assis et en pied, alors qu'il venait d'être nommé chancelier de France,.

### Mariage et descendance
Il épouse le 22 octobre 1683 Charlotte Trudaine (24 mai 1664 - 20 avril 1714), fille de Charles Trudaine, Maître des comptes à Paris, et d'Anne-Marie Jolly de Champigny. Elle est la soeur de Charles Trudaine, prévôt des marchands de Paris. Tous deux ont six filles :
- Madeleine Charlotte Voisin, (ca 1685 - Paris, 16 mars 1729), mariée à Paris le 25 janvier 1706 avec Louis Urbain Le Goux de La Berchère, comte de La Rochepot, maître des requêtes, conseiller d'Etat et chancelier du duc de Berry ;
- Marie-Madeleine Voisin (1690 - Paris, 11 janvier 1722), mariée le 13 mars 1710 avec Charles Guillaume de Broglie, marquis de Broglie, lieutenant-général des armées du Roi, fils de Victor Maurice de Broglie, maréchal de France, dont postérité ;
- Charlotte Vautrude Voisin (ca 1692 - Paris, 13 août 1723), mariée le 22 janvier 1711 avec Alexis Madeleine Rosalie de Chatillon, 1er duc de Chatillon, pair de France, lieutenant général des armées du Roi, chevalier des ordres du Roi (1690-1754), dont postérité ;
- Cécile Renée Voisin (Paris, 5 avril 1701 - 1714) ;
- Marie Voisin (Paris, 21 mars 1702 - 28 février 1746), mariée le 2 juin 1725 avec Louis Thomas du Bois de Fiennes, marquis de Leuville (1668-1742), lieutenant général des armées du Roi, dont postérité ;
- Ne Voisin (- 12 novembre 1716)[5].

## Citation
Citation de Saint-Simon : «jamais il ne fut plus parfaitement intendant que celui-là et ne le demeura si parfaitement toute sa vie». C'était lui reprocher ses méthodes de fonctionnaire tatillon, autoritaire et borné.
Saint-Simon prétendit que sa promotion était due à l'amitié entre sa femme et madame de Maintenon après la campagne de 1692 pendant laquelle elle lui avait cédé sa maison.

## Source
- Thierry Sarmant et Mathieu Stoll, Régner et gouverner : Louis XIV et ses ministres, Paris : Perrin, 2010  (ISBN 978-2-262-02560-1), p. 131-138.